# Жесткошёрстный фокстерьер
Жесткошёрстный фокстерье́р (англ. wire fox terrier) — порода собак, одна из многочисленной группы терьеров. Порода признана FCI, CKC, AKC, ANKC, NKC, NZKC, APRI, UKC, ACR.
Размер жесткошёрстных терьеров ниже среднего, но собаки этой породы обладают достаточно большой физической силой относительно размера. Окрас шерсти чаще всего бывает белый с чёрными или палевыми отметинами, сама шерсть короткая.
По стандарту рост жесткошёрстных терьеров не превышает 39 см, идеальный вес в выставочной кондиции 8,25 кг для кобеля и немного меньше для суки. Следует отметить хорошее атлетичное телосложение этой породы, выделяются сильные задние конечности, благодаря которым жесткошёрстные терьеры могут совершать высокие прыжки. Продолжительность жизни породы — более 15 лет.